# Prêmios Maria Moors Cabot

O jornalista Paulo Bittencourt, laureado em 1941.

Os Prêmios Maria Moors Cabot (em inglês:  Maria Moors Cabot Prizes) são os mais antigos prêmios internacionais no campo do jornalismo.  Eles são apresentados a cada outono pelos curadores da Universidade Columbia para jornalistas no hemisfério ocidental, que são vistos como tendo feito contribuições significativas para defender a liberdade de imprensa nas Américas e compreensão inter-americana, desde 2003 o prêmio pode ser concedido a um organização em vez de um indivíduo.

## Laureados
Três a quatro medalhistas dos Estados Unidos, América Latina e Canadá são selecionados a cada ano. Os ganhadores recebem a medalha Cabot e um honorário de US$ 5.000, mais os custos de viagem a Nova Iorque e acomodação em um hotel, para a cerimônia de apresentação. Até 2011 jornalistas de mais de 30 países do hemisfério ocidental ganharam um total de 261 medalhas de ouro Cabot e 53 citações especiais.
| Ano  | Laureados                                       | País                 |
| ---- | ----------------------------------------------- | -------------------- |
| 1939 | Luis Miró Quesada de la Guerra                  | Peru                 |
| 1939 | José Santos Gollan                              | Argentina            |
| 1940 | Agustín Edwards Mac Clure                       | Chile                |
| 1940 | James Irving Miller                             | Estados Unidos       |
| 1940 | Enrique Santos Montejo                          | Colômbia             |
| 1940 | Rafael Heliodoro Valle                          | Honduras             |
| 1941 | Paulo Bittencourt                               | Brasil               |
| 1941 | Sylvia de Arruda Botelho Bittencourt            | Brasil               |
| 1941 | Carlos Dávila                                   | Chile                |
| 1941 | José Ignacio Rivero                             | Cuba                 |
| 1942 | Lorenzo Batlle Pacheco                          | Uruguai              |
| 1942 | Luis Mitre                                      | Argentina            |
| 1943 | Pedro Cue                                       | Cuba                 |
| 1943 | Rodrigo de Llano                                | México               |
| 1943 | Edward Tomlinson                                | Estados Unidos       |
| 1944 | Carlos Mantilla Ortega                          | Equador              |
| 1944 | Albert McGeachy                                 | Panamá               |
| 1944 | Jorge Pinto                                     | El Salvador          |
| 1945 | Assis Chateaubriand                             | Brasil               |
| 1945 | Luis Teófilo Nuñez                              | Venezuela            |
| 1945 | Tom Wallace                                     | Estados Unidos       |
| 1946 | Grant Dexter                                    | Canadá               |
| 1946 | Lee Hills                                       | Estados Unidos       |
| 1946 | Miguel Lanz Duret                               | México               |
| 1947 | Carlos Aramayo                                  | Bolívia              |
| 1947 | Alberto Lleras Camargo                          | Colômbia             |
| 1947 | David Vela                                      | Guatemala            |
| 1948 | Manuel Cineros Sánchez                          | Peru                 |
| 1948 | Joseph L. Jones                                 | Estados Unidos       |
| 1948 | Orlando Ribeiro Dantas                          | Brasil               |
| 1948 | Alfredo Silva-Carballo                          | Chile                |
| 1949 | Milton Bracker                                  | Estados Unidos       |
| 1949 | Eduardo Rodriguez Larreta                       | Uruguai              |
| 1949 | José Santiago Castillo                          | Equador              |
| 1950 | John Brogan                                     | Estados Unidos       |
| 1950 | María Constanza Huergo                          | Argentina            |
| 1950 | Jesús María Pellín                              | Venezuela            |
| 1950 | Joshua Powers                                   | Estados Unidos       |
| 1950 | Ángel Ramos                                     | Porto Rico           |
| 1951 | Elmano Cardim                                   | Brasil               |
| 1951 | Julio Garzón                                    | Estados Unidos       |
| 1951 | Ramón León                                      | Venezuela            |
| 1951 | Francisco María Núñez                           | Costa Rica           |
| 1952 | Antonio Arias Bernal                            | México               |
| 1952 | Austregésilo de Athayde                         | Brasil               |
| 1952 | Jorge Délano Frederick (Coke)                   | Chile                |
| 1952 | Jules Dubois                                    | Estados Unidos       |
| 1952 | Juan B. Fernández                               | Colômbia             |
| 1953 | Crede Clahoun                                   | Estados Unidos       |
| 1953 | Carlos Lacerda                                  | Brasil               |
| 1953 | Ismael Pérez Castro                             | Equador              |
| 1953 | Arturo Schaerer                                 | Paraguai             |
| 1954 | Gabriel Cano                                    | Colômbia             |
| 1954 | Sidney Fletcher                                 | Jamaica              |
| 1954 | Danton Jobim                                    | Brasil               |
| 1954 | Carlos Ramirez MacGregor                        | Venezuela            |
| 1954 | Lloyd Statton                                   | Estados Unidos       |
| 1955 | Pedro Beltrán                                   | Peru                 |
| 1955 | Breno Caldas                                    | Brasil               |
| 1955 | John Oliver LaGorce                             | Estados Unidos       |
| 1955 | Roberto Noble                                   | Argentina            |
| 1955 | A. T. Steele                                    | Estados Unidos       |
| 1956 | Carl W. Ackerman                                | Estados Unidos       |
| 1956 | Jesús Alvarez del Castillo                      | México               |
| 1956 | Roberto García Peña                             | Colômbia             |
| 1956 | Herbert Matthews                                | Estados Unidos       |
| 1956 | David Torino                                    | Argentina            |
| 1957 | Paulo Bittencourt                               | Brasil               |
| 1957 | Luis Franzini                                   | Uruguai              |
| 1957 | Harry W. Frantz                                 | Estados Unidos       |
| 1957 | John Shively Knight                             | Estados Unidos       |
| 1957 | Miguel Lanz Duret                               | México               |
| 1957 | Carlos Mantilla                                 | Equador              |
| 1957 | Roberto Marinho                                 | Brasil               |
| 1957 | Guillermo Martínez Márquez                      | Cuba                 |
| 1957 | Herbert Moses                                   | Brasil               |
| 1957 | John T. O'Rourke                                | Estados Unidos       |
| 1957 | René Silva Espejo                               | Chile                |
| 1957 | James Geddes Stahlman                           | Estados Unidos       |
| 1957 | Tom Wallace                                     | Estados Unidos       |
| 1958 | Emilio Azcárraga Vidaurreta                     | México               |
| 1958 | Eduardo Cardenas                                | Estados Unidos       |
| 1958 | Jesús Hernández Chapellín                       | Venezuela            |
| 1958 | Miguel Angel Quevedo                            | Cuba                 |
| 1959 | Ricardo Castro Beeche                           | Costa Rica           |
| 1959 | Clement Hellyer                                 | Estados Unidos       |
| 1959 | Juan A. Ramírez                                 | Uruguai              |
| 1959 | Tad Szulc                                       | Estados Unidos       |
| 1959 | Hernane Tavares de Sá                           | Brasil               |
| 1960 | James Canel                                     | Estados Unidos       |
| 1960 | José Dutriz, Jr.                                | El Salvador          |
| 1960 | Rodolfo Luque                                   | Argentina            |
| 1960 | William M. Pepper, Jr.                          | Estados Unidos       |
| 1960 | Eduardo Santos                                  | Colômbia             |
| 1961 | Alejandro Carrión                               | Equador              |
| 1961 | Fernando Gómez Martínez                         | Colômbia             |
| 1961 | Albert Nevins                                   | Estados Unidos       |
| 1961 | Rómulo O'Farrill                                | México               |
| 1961 | John T. O'Rourke                                | Estados Unidos       |
| 1962 | Raúl Fontaina                                   | Uruguai              |
| 1962 | John R. Herbert                                 | Estados Unidos       |
| 1962 | Rodolfo Junco de la Vega                        | México               |
| 1962 | John Shively Knight                             | Estados Unidos       |
| 1963 | Germán Arciniegas                               | Colômbia             |
| 1963 | William Barlow                                  | Estados Unidos       |
| 1963 | Jorge Fernández                                 | Equador              |
| 1963 | Juan de Onis                                    | Estados Unidos       |
| 1963 | Juan Valmaggia                                  | Argentina            |
| 1964 | Hugo Fernández Artucio                          | Uruguai              |
| 1964 | Bertram Johansson                               | Estados Unidos       |
| 1964 | Enrique Nores                                   | Argentina            |
| 1964 | Virginia Prewett                                | Estados Unidos       |
| 1965 | Gesford Fine                                    | Estados Unidos       |
| 1965 | Roberto Marinho                                 | Brasil               |
| 1965 | Victoria Ocampo                                 | Argentina            |
| 1965 | Paul Sanders                                    | Estados Unidos       |
| 1966 | Alberto Cellario                                | Estados Unidos       |
| 1966 | Agustín Edwards Eastman                         | Chile                |
| 1966 | Paul Kidd (journalist)                          | Canadá               |
| 1967 | Peter Aldor                                     | Colômbia             |
| 1967 | James S. Copley                                 | Estados Unidos       |
| 1967 | James Goodsell                                  | Estados Unidos       |
| 1967 | M.F. Nascimento Brito                           | Brasil               |
| 1967 | Ramón J. Velásquez                              | Venezuela            |
| 1968 | Robert Bellerez                                 | Estados Unidos       |
| 1968 | Alberto Gainza Paz                              | Argentina            |
| 1968 | Guillermo Gutiérrez                             | Estados Unidos       |
| 1968 | Argentina Hills                                 | Porto Rico           |
| 1968 | José Joaquin Salcedo                            | Colômbia             |
| 1969 | Alceu Amoroso Lima                              | Brasil               |
| 1969 | Edward W. Barrett                               | Estados Unidos       |
| 1969 | George Beebe                                    | Estados Unidos       |
| 1969 | Luis Gabriel Cano                               | Colômbia             |
| 1970 | Alberto Dines                                   | Brasil               |
| 1970 | John Goshko                                     | Estados Unidos       |
| 1970 | John Harbron                                    | Canadá               |
| 1971 | Juan Carlos Colombres (Landrú)                  | Argentina            |
| 1971 | Georgie Anne Geyer                              | Estados Unidos       |
| 1971 | Julio Scherer García                            | México               |
| 1972 | Pedro Beltrán                                   | Peru                 |
| 1972 | Tom Steithorst                                  | Estados Unidos       |
| 1972 | Arturo Uslar Pietri                             | Venezuela            |
| 1973 | David F. Belnap                                 | Estados Unidos       |
| 1973 | Donald Casey                                    | Estados Unidos       |
| 1973 | Diana Julio de Massot                           | Argentina            |
| 1974 | Donald Bohning                                  | Estados Unidos       |
| 1974 | William Montalbano                              | Estados Unidos       |
| 1974 | Fernando Pedreira                               | Brasil               |
| 1975 | Walter Everett (journalist)                     | Estados Unidos       |
| 1975 | Norman Ingrey                                   | Argentina            |
| 1975 | David Kraiselburd (posthumous)                  | Argentina            |
| 1975 | Sam Summerlin                                   | Estados Unidos       |
| 1975 | Enrique Zileri Gibson                           | Peru                 |
| 1976 | Robert U. Brown                                 | Estados Unidos       |
| 1976 | Bernard Diederich                               | Estados Unidos       |
| 1976 | Germán Ornes                                    | República Dominicana |
| 1976 | Jorge Remonda-Ruibal                            | Argentina            |
| 1977 | Pedro Joaquín Chamorro Cardenal                 | Nicarágua            |
| 1977 | Jonathan Kandell                                | Estados Unidos       |
| 1977 | Joseph A. Taylor                                | Estados Unidos       |
| 1977 | Anita von Kahler Gumpert                        | Estados Unidos       |
| 1978 | Joseph Benham                                   | Estados Unidos       |
| 1978 | Carlos Castelo Branco                           | Brasil               |
| 1978 | Robert Cox                                      | Argentina            |
| 1978 | Carl Migdail                                    | Estados Unidos       |
| 1979 | Leslie Ashenheim                                | Jamaica              |
| 1979 | Jerry Hannifin                                  | Estados Unidos       |
| 1979 | Andrew Heiskell                                 | Estados Unidos       |
| 1979 | Jeremiah O'Leary                                | Estados Unidos       |
| 1979 | Juan Zuleta Ferrer                              | Colômbia             |
| 1980 | Richard T. Baker                                | Estados Unidos       |
| 1980 | Guido Fernández                                 | Costa Rica           |
| 1980 | Penny Lernoux                                   | Estados Unidos       |
| 1980 | Alan Riding                                     | Estados Unidos       |
| 1980 | Bill Stewart (posthumous)                       | Estados Unidos       |
| 1981 | Karen DeYoung                                   | Estados Unidos       |
| 1981 | Marlise Simons                                  | Países Baixos        |
| 1981 | Stanley Swinton                                 | Estados Unidos       |
| 1981 | Jacobo Timerman                                 | Argentina            |
| 1982 | Frances Grant                                   | Estados Unidos       |
| 1982 | William R. Long                                 | Estados Unidos       |
| 1982 | Daniel Samper                                   | Colômbia             |
| 1983 | Jack Fendell                                    | Estados Unidos       |
| 1983 | Emilio Filippi                                  | Chile                |
| 1983 | Everett Martin                                  | Estados Unidos       |
| 1983 | Marcel Neidergang                               | França               |
| 1984 | William Buzenberg                               | Estados Unidos       |
| 1984 | Kenneth Gordon                                  | Trinidad e Tobago    |
| 1984 | John Hoagland (posthumous)                      | Estados Unidos       |
| 1984 | Harold Hoyte                                    | Barbados             |
| 1984 | Alister Hughes                                  | Granada              |
| 1984 | Cynthia Hughes                                  | Granada              |
| 1984 | Frank Manitzas                                  | Estados Unidos       |
| 1985 | Shirley Christian                               | Estados Unidos       |
| 1985 | Dery Dyer                                       | Costa Rica           |
| 1985 | Richard Dyer                                    | Costa Rica           |
| 1985 | William H. Heath                                | Estados Unidos       |
| 1985 | Rafael Herrera                                  | República Dominicana |
| 1985 | Andrew Morrison                                 | Guiana               |
| 1985 | Aldo Zuccolillo                                 | Paraguai             |
| 1986 | Dario Arizmendi                                 | Colômbia             |
| 1986 | Alfonso Chardy                                  | Estados Unidos       |
| 1986 | Hugh O'Shaughnessy                              | Reino Unido          |
| 1986 | Julio Rajneri                                   | Argentina            |
| 1986 | Guillermo Sánchez Borbón                        | Panamá               |
| 1986 | Gavin Scott                                     | Estados Unidos       |
| 1987 | Luis Camacho (posthumous)                       | Colômbia             |
| 1987 | Guillermo Cano Isaza (posthumous)               | Colômbia             |
| 1987 | Raúl Echavarría Barrientos                      | Colômbia             |
| 1987 | Guy Gugliotta                                   | Estados Unidos       |
| 1987 | Luis Levy                                       | Brasil               |
| 1987 | Roberto Muller                                  | Brasil               |
| 1987 | Paulo Sotero                                    | Brasil               |
| 1988 | Nicholas Clark Asheshov                         | Peru                 |
| 1988 | Roberto Civita                                  | Brasil               |
| 1988 | Stephen Kinzer                                  | Estados Unidos       |
| 1988 | Hermenegildo Sábat                              | Argentina            |
| 1989 | Felipe López Caballero                          | Colômbia             |
| 1989 | Humberto Rubín Schvartzman                      | Paraguai             |
| 1989 | Juan M. Vazquez                                 | Estados Unidos       |
| 1989 | Arturo Villar                                   | Estados Unidos       |
| 1990 | Richard Boudreaux                               | Estados Unidos       |
| 1990 | Huascar Cajias Kauffman                         | Bolívia              |
| 1990 | Elsie Etheart                                   | Haiti                |
| 1990 | Alma Guillermoprieto                            | México               |
| 1990 | Carlos Lins da Silva                            | Brasil               |
| 1990 | Lucia Newman                                    | Estados Unidos       |
| 1991 | Ricardo Arnt                                    | Brasil               |
| 1991 | Gilberto Dimenstein                             | Brasil               |
| 1991 | Otavio Frias Filho                              | Brasil               |
| 1991 | Eduardo Gallardo                                | Chile                |
| 1991 | Alejandro Junco de la Vega                      | México               |
| 1992 | Danilo Arbilla                                  | Uruguai              |
| 1992 | Sam Dillon                                      | Estados Unidos       |
| 1992 | John Dinges                                     | Estados Unidos       |
| 1992 | Gustavo Gorriti                                 | Peru                 |
| 1993 | Pamela Constable                                | Estados Unidos       |
| 1993 | Manuel de Dios                                  | Estados Unidos       |
| 1993 | Edward Seaton                                   | Estados Unidos       |
| 1993 | Patricia Verdugo                                | Chile                |
| 1994 | James Brooke                                    | Estados Unidos       |
| 1994 | Mauricio Funes                                  | El Salvador          |
| 1994 | Susan Meiselas                                  | Estados Unidos       |
| 1994 | Oscar Serrat                                    | Argentina            |
| 1995 | Roberto Eisenmann                               | Panamá               |
| 1995 | Douglas Farah                                   | Estados Unidos       |
| 1995 | Canute James                                    | Jamaica              |
| 1995 | Geri Smith                                      | Estados Unidos       |
| 1995 | José Zamora Marroquín                           | Guatemala            |
| 1996 | Dudley Althaus                                  | Estados Unidos       |
| 1996 | Ramón Garza García                              | México               |
| 1996 | Timothy Jay Johnson                             | Estados Unidos       |
| 1996 | Eduardo Ulibarri                                | Costa Rica           |
| 1997 | Gerardo Bedoya                                  | Colômbia             |
| 1997 | José de Córdoba                                 | Estados Unidos       |
| 1997 | Jorge Fontevecchia                              | Argentina            |
| 1997 | Julia Preston                                   | Estados Unidos       |
| 1997 | Enrique Santos Castillo                         | Colômbia             |
| 1997 | Hernando Santos Castillo                        | Colômbia             |
| 1998 | Jesús Blancornelas                              | México               |
| 1998 | Edmundo Cruz Vílchez                            | Peru                 |
| 1998 | Andrés Oppenheimer                              | Estados Unidos       |
| 1998 | William Lawrence Rohter, Jr.                    | Estados Unidos       |
| 1999 | James McClatchy                                 | Estados Unidos       |
| 1999 | Raúl Rivero                                     | Cuba                 |
| 1999 | Linda Robinson                                  | Estados Unidos       |
| 1999 | Juan Tamayo                                     | Estados Unidos       |
| 1999 | Jorge Zepeda Patterson                          | México               |
| 2000 | Eloy O. Aguilar                                 | México               |
| 2000 | Paul Knox                                       | Canadá               |
| 2000 | Francisco Santos                                | Colômbia             |
| 2000 | Ricardo Uceda                                   | Peru                 |
| 2000 | Lloyd Williams                                  | Jamaica              |
| 2001 | Monica Gonzalez                                 | Chile                |
| 2001 | Jorge Ramos                                     | Estados Unidos       |
| 2001 | Clóvis Rossi                                    | Brasil               |
| 2001 | Sebastian R. Rotella                            | Estados Unidos       |
| 2002 | David C. Adams                                  | Estados Unidos       |
| 2002 | Sergio Luis Carreras                            | Argentina            |
| 2002 | Michèle Montas                                  | Haiti                |
| 2002 | Robert J. Rivard                                | Estados Unidos       |
| 2003 | João Antônio Barros                             | Brasil               |
| 2003 | Raúl Kraiselburd                                | Argentina            |
| 2003 | Mac Margolis                                    | Estados Unidos       |
| 2003 | Michael Reid                                    | Reino Unido          |
| 2003 | Sociedad de Periodistas Manuel Márquez Sterling | Cuba                 |
| 2004 | Gerardo Reyes                                   | Estados Unidos       |
| 2004 | Daniel Santoro                                  | Argentina            |
| 2004 | Elena Poniatowska                               | México               |
| 2004 | Joel Millman                                    | Estados Unidos       |
| 2004 | Alberto Ibargüen                                | Estados Unidos       |
| 2005 | Miriam Leitão                                   | Brasil               |
| 2005 | Tim Padgett                                     | Estados Unidos       |
| 2005 | Mabel Rehnfeldt                                 | Paraguai             |
| 2005 | S. Lynne Walker                                 | Estados Unidos       |
| 2005 | La Nación                                       | Costa Rica           |
| 2006 | Mario Vargas Llosa                              | Peru                 |
| 2006 | Ginger Thompson                                 | Estados Unidos       |
| 2006 | José Hamilton Ribeiro                           | Brasil               |
| 2006 | Matt Moffet                                     | Estados Unidos       |
| 2007 | Alfredo Corchado                                | México               |
| 2007 | José Vales                                      | México               |
| 2007 | María Teresa Ronderos                           | Colômbia             |
| 2007 | Gary T. Marx                                    | Estados Unidos       |
| 2008 | Carmen Aristegui Flores                         | México               |
| 2008 | Sam Quiñones                                    | Estados Unidos       |
| 2008 | Gustavo Sierra                                  | Argentina            |
| 2008 | Michael Smith                                   | Estados Unidos       |
| 2009 | Anthony DePalma                                 | Estados Unidos       |
| 2009 | Christopher Hawley                              | Estados Unidos       |
| 2009 | Merval Pereira                                  | Brasil               |
| 2009 | Yoani Sánchez                                   | Cuba                 |
| 2010 | Tyler Bridges                                   | Estados Unidos       |
| 2010 | Carlos Fernando Chamorro                        | Nicarágua            |
| 2010 | Norman Gall                                     | Estados Unidos       |
| 2010 | Joaquim Ibarz                                   | Espanha              |
| 2010 | Signal FM radio station                         | Haiti                |
| 2010 | CNN and Anderson Cooper 360º                    | Estados Unidos       |
| 2011 | Arizona Daily Star                              | Estados Unidos       |
| 2011 | El Diario de Juárez                             | México               |
| 2011 | Ríodoce                                         | México               |
| 2011 | Carlos Dada                                     | El Salvador          |
| 2011 | Jean-Michel Leprince                            | Canadá               |
| 2012 | Teodoro Petkoff                                 | Venezuela            |
| 2012 | Miguel Ángel Bastenier                          | Colômbia             |
| 2012 | Juan Forero                                     | Estados Unidos       |
| 2012 | David Luhnow                                    | Estados Unidos       |
| 2012 | El Universo                                     | Equador              |